# Перу Ноласкоайн
Перу Ноласкоайн Есналь (ісп. Peru Nolaskoain Esnal; 25 жовтня 1998 року, Сумая, Іспанія) — іспанський футболіст, що грає на позиції півзахисника за іспанський клуб «Атлетік». На правах оренди грає за « Ейбар».

## Кар'єра
Перу виступав за молодіжні клуби «Антігуоко» і «Атлетік». Від червня 2016 року - гравець другої команди «Атлетіка». 21 серпня дебютував за «Атлетік Більбао» в поєдинку проти «Сокуельямоса». У цьому ж матчі забив свій перший м'яч у дорослому футболі. Загалом у дебютному сезоні зіграв 22 матчі, переважно з'являючись на заміну, забив один м'яч. У сезоні 2017/2018 був основним гравцем другої команди, взяв участь в 39 зустрічах, виходячи в стартовому складі.
Сезон 2018/2019 почав з основною командою «Атлетіка». 20 серпня 2018 він дебютував у Ла Лізі поєдинком проти Леганеса, знову ж відзначившись у першій зустрічі за клуб і принісши йому перемогу.
Виступав за юнацькі збірні Іспанії різного віку.

## Статистика виступів

### За клуб
Востаннє оновлено станом на 4 вересня 2020 року.
| Сезон                      | Клуб                       | Чемпіонат                  | Чемпіонат | Чемпіонат | Національний кубок | Національний кубок | Національний кубок | Міжнародні кубки | Міжнародні кубки | Міжнародні кубки | Інші кубки | Інші кубки | Інші кубки | Загалом | Загалом | Загалом |
| Сезон                      | Клуб                       | Назва                      | Ігри      | Голи      | Назва              | Ігри               | Голи               | Назва            | Ігри             | Голи             | Назва      | Ігри       | Голи       | Ігри    | Голи    |         |
| -------------------------- | -------------------------- | -------------------------- | --------- | --------- | ------------------ | ------------------ | ------------------ | ---------------- | ---------------- | ---------------- | ---------- | ---------- | ---------- | ------- | ------- | ------- |
| 2016-2017                  | Більбао Атлетік            | Сегунда Дивізіон Б         | 22        | 1         | -                  | -                  | -                  | -                | -                | -                | -          | -          | -          | 22      | 1       |         |
| 2017-2018                  | Більбао Атлетік            | Сегунда Дивізіон Б         | 37+2      | 4         | -                  | -                  | -                  | -                | -                | -                | -          | -          | -          | 39      | 4       |         |
| 2018-2019                  | Більбао Атлетік            | Сегунда Дивізіон Б         | 18        | 0         | -                  | -                  | -                  | -                | -                | -                | -          | -          | -          | 18      | 0       |         |
| Загалом за Більбао Атлетік | Загалом за Більбао Атлетік | Загалом за Більбао Атлетік | 77+2      | 5         |                    | -                  | -                  |                  | -                | -                |            | -          | -          | 79      | 5       |         |
| 2018-2019                  | Атлетік (Більбао)          | Ла-Ліга                    | 8         | 2         | Копа-дель-Рей      | 2                  | 0                  | -                | -                | -                | -          | -          | -          | 10      | 2       |         |
| 2019-2020                  | Депортіво                  | Сегунда Дивізіон           | 28        | 2         | Копа-дель-Рей      | 1                  | 0                  | -                | -                | -                | -          | -          | -          | 29      | 2       |         |
| 2020-2021                  | Атлетік Більбао            | Ла-Ліга                    | 0         | 0         | Копа-дель-Рей      |                    |                    | -                | -                | -                | -          | -          | -          |         |         |         |
| Загалом за кар'єру         | Загалом за кар'єру         | Загалом за кар'єру         | 113+2     | 9         |                    | 3                  | 0                  |                  | -                | -                |            | -          | -          | 118     | 9       |         |

## Титули і досягнення
- Володар Суперкубка Іспанії (1):

«Атлетік»: 2020